# Leucade (évêque de Bayeux)
Pour les articles homonymes, voir Leucade (homonymie).
Leucade (Leucadius) est un évêque de Bayeux de la première moitié du VIe siècle.

## Biographie
Il est le premier évêque de Bayeux dont la présence est attestée. Il assiste en 538 au concile d'Orléans.